# Spiralgallenlaus
Die Spiralgallenlaus (Pemphigus spirothecae), oder Späte Spiralgallenlaus, Späte Blattstieldrehlaus oder Pappelblattlaus, ist eine gallenerzeugende Blattlaus aus der Familie der Blasenläuse (Pemphigidae). Die wissenschaftliche Bezeichnung bedeutet übersetzt in etwa „Blasenlaus [im] gewundenen Behältnis“ (altgriechisch σπεῖρα speira, deutsch ‚Windung‘, lateinisch theca ‚Hülle‘). Sie kommt an den Blattstielen von Schwarz- und Pyramidenpappeln vor und bildet eine auffällige, 2–4 cm große Pflanzengalle am Stiel eines Pappelblattes aus, die von Ende April bis in den November gefunden werden kann.
Zuerst beschrieben wurde Pemphigus spirothecae von dem italienischen Wissenschaftler Giovanni Passerini im Jahr 1860. Emanuel Witlaczil fertigte 1884 eine erste umfassende Arbeit über die Spiralgallenlaus an, die sich allerdings in einigen Punkten als nicht zutreffend herausstellte.

## Verbreitung
Verbreitet ist die Spiralgallenlaus überall dort, wo ihre Wirtspflanzen, die Schwarz- und Pyramidenpappeln, zu finden sind. Sie kommt also vor allem in den klimatisch warmgemäßigten Bereichen der Nordhalbkugel vor, besonders häufig in Mitteleuropa, wo sie massenhaft an Wirtspflanzen auftritt. Seit einiger Zeit ist sie auch vereinzelt in Nordamerika zu finden, wo sie vermutlich aus Europa eingeschleppt wurde.

## Generationenfolge
Die Spiralgallenlaus weist eine holozyklische Generationsfolge auf, das heißt, es gibt einen Wechsel zwischen drei sich jungfräulich fortpflanzenden Generationen und einer sich sexuell fortpflanzenden Generation. Insgesamt kommen im Lauf eines Jahres vier Generationen vor, die an unterschiedlichen Stellen der Pappel gefunden werden können. Drei der Generationen leben zumindest längere Zeit innerhalb der Galle.

### Fundatrix

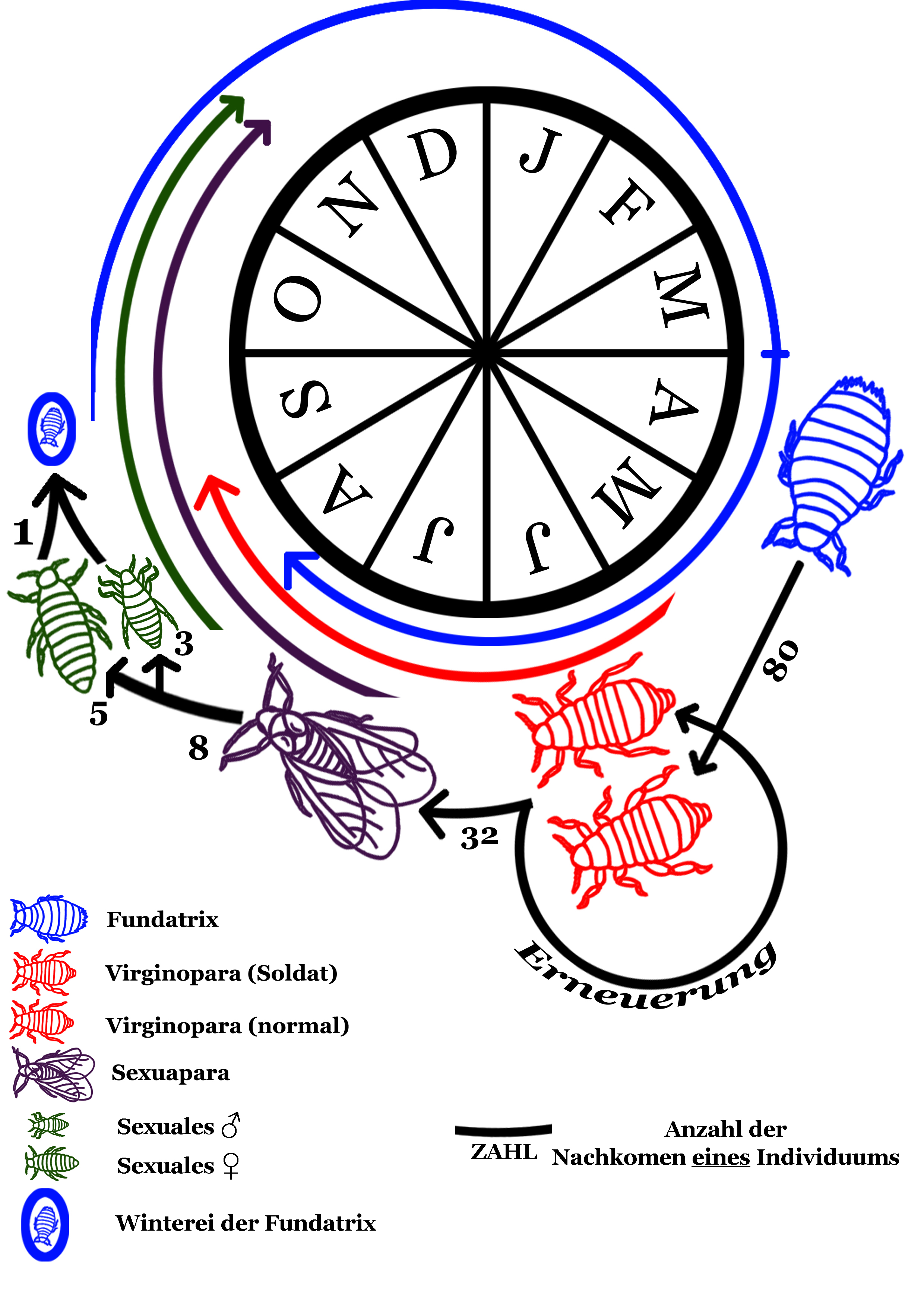
Kreislaufschema des Vorkommens im Verlauf eines Jahres

Das erste Glied in der Generationenfolge ist die Fundatrix. Fundatrix ist der Fachterminus für die flügellosen Stammmütter der nachfolgenden Generationen, die im Frühjahr aus den Eiern schlüpfen, in denen sie überwintert haben. Die Fundatrix der Spiralgallenlaus ist anfangs knapp einen halben Millimeter groß, besitzt eine bräunlich-grüne Farbe und stark ausgeprägte Hinterbeine. Fundatrices schlüpfen im April in der Baumrinde der Pappel, von wo aus sie sich zum Stiel eines Pappelblattes bewegen, an dem sie sich ungefähr eine Woche aufhalten und dann den Stiel eines der zu dieser Jahreszeit noch wenig ausgeprägten Blätter anstechen, womit sie die Gallbildung einleiten.
Die Fundatrix häutet sich viermal in der Galle. Das erste Mal nach drei Wochen, danach weitere drei Male in Abständen von einer Woche. Nach 42–49 Tagen ist das Fundatrixweibchen vollständig ausgewachsen. Ausgewachsene Fundatrices sind etwa 1,6 mm lang und 0,9 mm breit und haben viergliedrige Fühler, die etwa 0,25 mm lang sind. Sie beginnen dann die Ablage von Embryonen in acht Eiröhren oder Ovariolen. In jeder Ovariole sind zehn Nachkommen der nächsten Generation zu finden. Insgesamt hat eine Fundatrix 80 Nachkommen, von denen viele noch vor dem Schlüpfen in den Ovariolen verkümmern. Durchschnittlich schlüpfen pro Tag ein bis zwei Virginopara aus den Ovariolen. In einer Galle ist immer nur eine Fundatrix zu finden, von der die gesamte Gallenpopulation abstammt.

### Virginopara

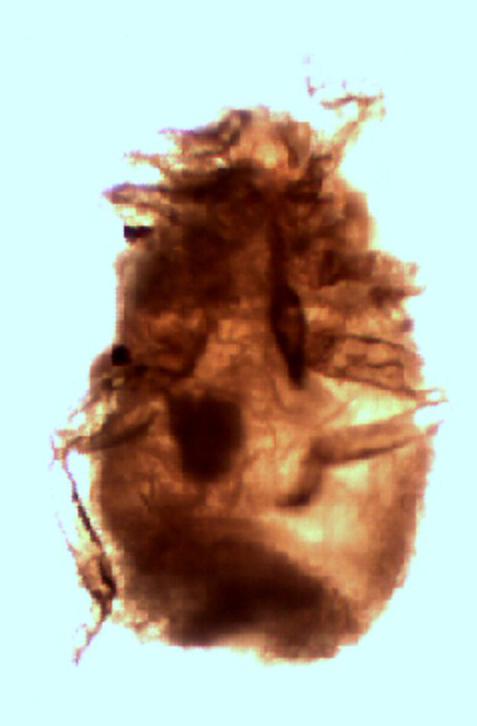
Virgo unter dem Lichtmikroskop

Die Larven, die aus den Ovariolen der Fundatrix schlüpfen, werden als Virginoparae, Virgo-Generation oder L2–Stadium bezeichnet. Sie treten zum ersten Mal Ende Mai auf, schlüpfen vereinzelt noch bis Ende August aus den Ovariolen und sind mit einer Lebensdauer von etwa 80–90 Tagen noch im späten Oktober und frühem November in den Gallen anzutreffen. Nach dem Schlüpfen sind sie rund 0,5 mm groß, hellgelb und haben längere Antennen als junge Fundatrices. Ausgewachsen werden Virginoparae etwa 1,3 mm lang und 0,7 mm breit, wodurch sie etwas kleiner und schlanker als Fundatrices sind. Außerdem besitzen sie fünfgliedrige Fühler, die mit rund 0,35 mm etwas länger sind als die Fühler der Fundatrices.
Manche Vertreter dieser Generation verfügen über stärkere Extremitäten als die restlichen Virginoparae und haben außer der Funktion der Fortpflanzung noch die Funktion der Verteidigung der Galle. Diese Soldatenläuse sind oft anders als der Rest ihrer Generation nicht in der Lage, sich durch Häutung weiterzuentwickeln, was dazu führt, dass sie sich nicht fortpflanzen können. Die Spiralgallenlaus gehört damit zu den wenigen Arten aus dem Bereich der Blattläuse, die eine Art von sozialer Organisation aufweisen. Diese Soldatenläuse positionieren sich nach einem bestimmten, angeborenen Muster in der Galle, um der Population den bestmöglichen Schutz gegen angreifende Feinde zu bieten.
Die Spiralgallenlaus hat durch die Soldatenläuse in ihrer Population einen weiteren evolutionsgeschichtlichen Vorteil, da diese in seltenen Fällen ihre Galle verlassen und in andere Pemphigus-spirothecae-Gallen immigrieren. Dadurch wird es den Spiralgallenläusen aus verschiedenen Gallenpopulationen ermöglicht, ihre DNA miteinander zu kombinieren. Diese Neukombination des Erbmaterials wird dadurch ermöglicht, dass sich einige Soldatenläuse häuten und dadurch später Eier legen können, aus denen die nächste Generation schlüpft.
Gewöhnliche Virginoparae häuten sich zum ersten Mal nach drei Wochen, danach in Abständen von sechs Tagen. 38–40 Tage nach dem Schlüpfen beginnt diese Generation mit der Produktion von Ovariolen. In jeder dieser Ovariolen sind im Gegensatz zu den Ovariolen, die von der Fundatrix gelegt werden, nur vier Embryonen zu finden. Da einige Nachkommen bereits in den Ovariolen verkümmern, kommen zumeist nur etwa 30 Nachkommen statt der zu erwartenden 32 zur Welt.
In dieser Generation findet über das Jahr hinweg eine Erneuerung statt, das heißt, dass aus den Eiern der Virginopara-Generation neben den Sexuapara noch weitere Virginopara ausschlüpfen.

### Sexuapara

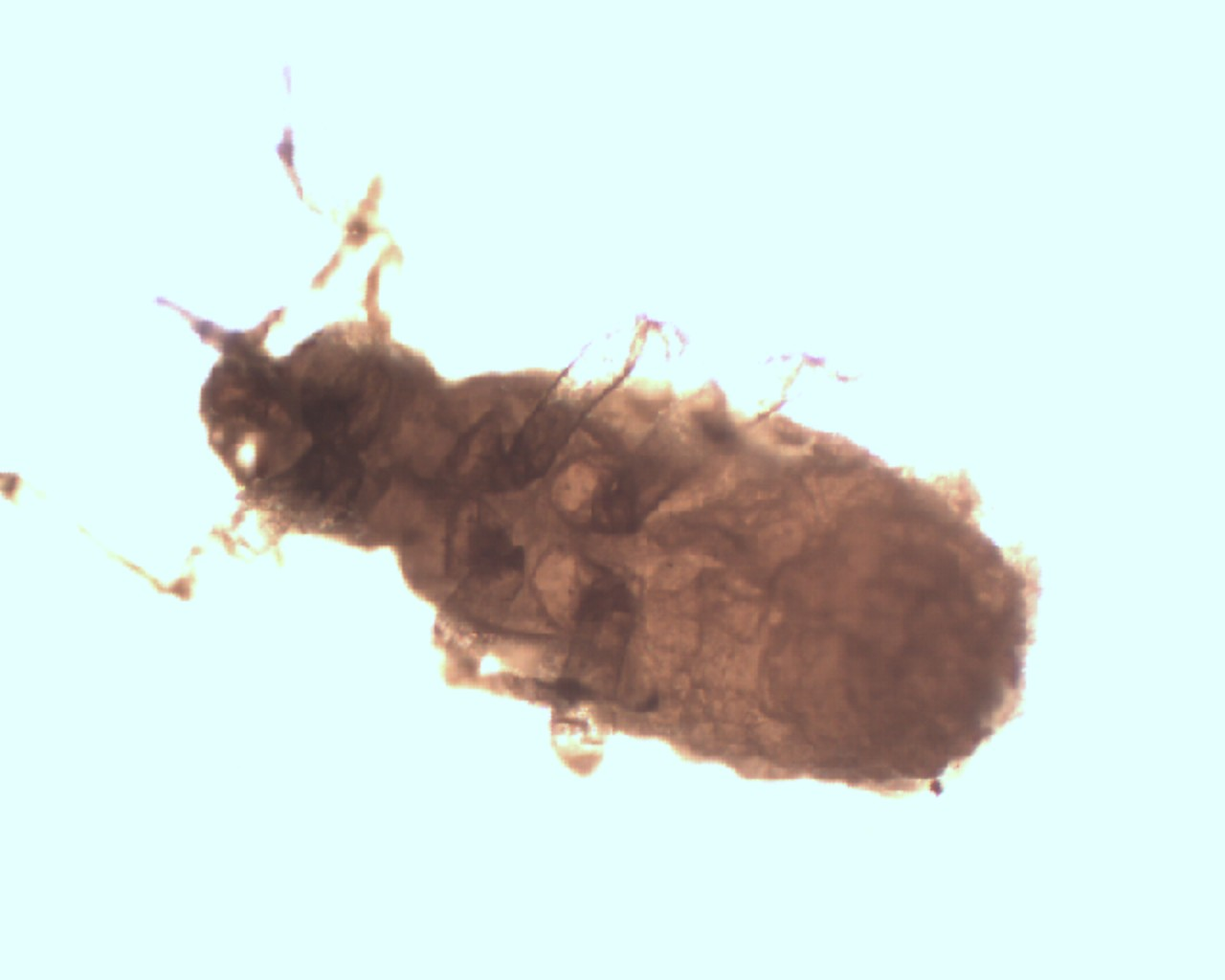
Ungeflügelte Sexuapara unter dem Lichtmikroskop

Die Sexuaparae entstehen aus den Eiern der Virginoparae, aus denen sie etwa im Juli ausschlüpfen. Anfangs verfügen sie über eine weiße Färbung, mit der sie sich von den anderen Generationen in der Galle unterscheiden. Sie sind etwas schlanker als Fundatrices und Virginoparae.
Sexuaparae häuten sich in 40 Tagen viermal und verändern in dieser Zeit ihre Färbung von einem hell grünlichgelben Farbton am gesamten Körper zu einem schwärzlichen Kopf und Thorax und einem samtgrünen Hinterteil.
Ausgewachsen werden sie knapp 2 mm lang und 0,7 mm breit mit sechsgliedrigen, 0,6 mm langen Fühlern. Nach der letzten Häutung verfügen sie über die charakteristischen zwei Flügelpaare und verbringen noch einige Tage in der Galle, bevor sie diese über das Flugloch verlassen. Nach dem Verlassen suchen sie sich einen günstigen Platz an der Pappelrinde, um ihre Ovariole abzulegen, aus der bis zu acht Nachkommen der nächsten Generation ausschlüpfen können.

### Sexuales
Die vierte Generation der Spiralgallenlaus, die ungeflügelten Sexuales, besteht als einzige in der Generationenfolge aus zwei Geschlechtern im Verhältnis Männchen zu Weibchen von ungefähr 3:5.
Die Männchen haben eine glasig grüne Färbung und werden etwa 0,7 mm lang und 0,3 mm breit. Die deutlich größeren Weibchen werden etwa 1 mm lang und 0,4 mm breit. In ihrem Körper befindet sich ein von außen sichtbares großes Ei. Die Fühler sind bei beiden Geschlechtern etwa 0,14 mm lang.
Sexuales häuten sich nach dem Ausschlüpfen aus den Eiröhren innerhalb von drei Tagen viermal, bis sie geschlechtsreif sind. Nach der Paarung legt das Weibchen in Nischen der Pappelrinde 6–8 Eier, die den Winter überdauern werden und aus denen im Frühling wiederum die Fundatrix-Generation schlüpft. Die Eier sind länglich oval und rund 0,6 mm lang und 0,28 mm breit.

## Galle

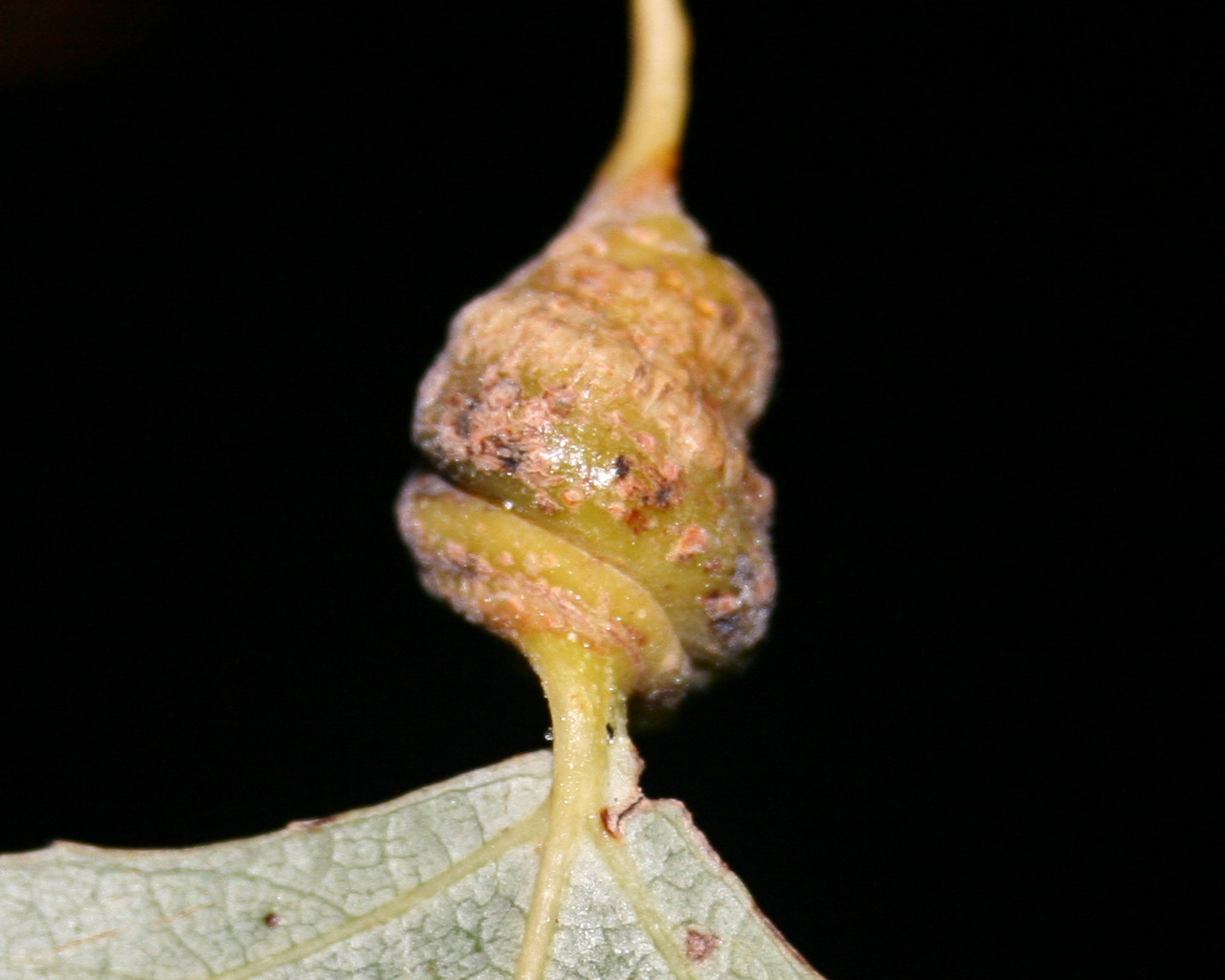
Galle von Pemphigus spirothecae

Die typische Gallenform von Pemphigus spirothecae entsteht durch eine dreifache Drehung des Blattstiels, in dem eine Population der Blattläuse zum Schutz vor äußeren Gefahren wie Fressfeinden oder der Witterung einen Teil ihres Generationszyklus lebt und sich durch Saugen des Pflanzensafts von der Innenseite der Pflanzengalle ernährt. Die Galle der Pemphigus spirothecae ist eine histoide Galle, die bei den Umwallungsgallen einzuordnen ist. Neben Kennzeichen für eine Umwallungsgalle weist sie einige Kennzeichen von geschlossenen Markgallen und Beutelgallen auf.
Die Galle bildet sich meist am Blattstiel knapp unterhalb des Blattes aus. Dies wird als distale Position bezeichnet. Seltener ist dagegen die Entstehung am entgegengesetzten Ende des Stiels, der basalen Position. Es können sich aber auch mehrere Gallen bilden, die nebeneinander liegen oder äußerlich ineinander übergehen.

### Grundaufbau

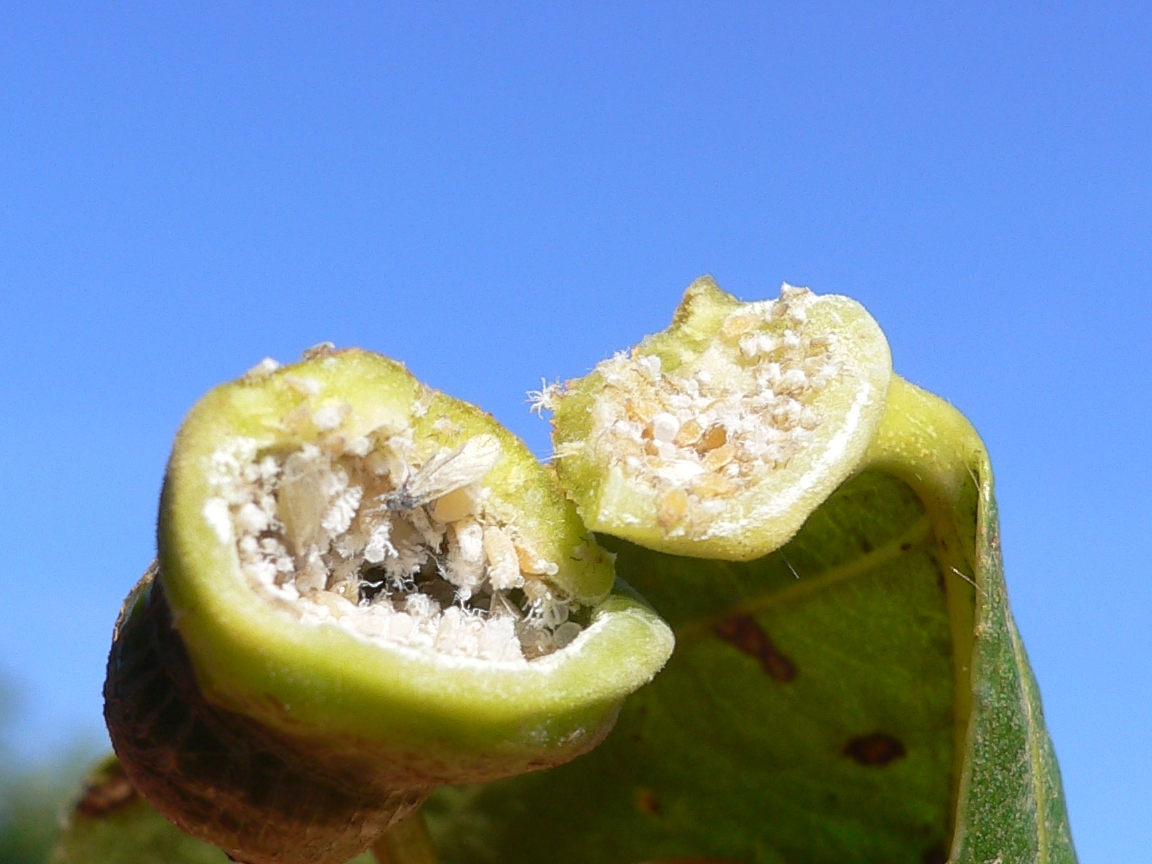
Geöffnete Galle

Die Galle ist eine dreifach um sich selbst gedrehte Spirale, die in der Mitte eine deutliche Ausbeulung hat und von den Rändern ansteigend deutlich dicker wird. Die Außenhaut der Galle ist meist glatt. Es gibt aber auch einige Exemplare, die eine raue Oberfläche besitzen, was auf das gehäufte Vorkommen von Lentizellen zurückzuführen ist.
Die Innenseite der Galle ist durch eine feine Schicht dünner weißer Härchen besetzt. Im Querschnitt bildet die Galle eine zu den Fluglöchern hin schmaler werdende ovale Form mit der dicksten Stelle an der den Fluglöchern entgegengesetzten Seite. Das Gewebe der Galle ist im Sommer gelblich bis weiß und zeigt im späten Herbst eine rötlich-braune Färbung. Die Innenseite der Galle ist ein kugelförmiger bis ovaler Hohlraum, begrenzt durch das obere und untere Ende der Galle, die auf einer Breite von 0,5–1 cm verwachsen sind und das Gewebe kelchförmig abschließen.

### Mikroskopischer Aufbau

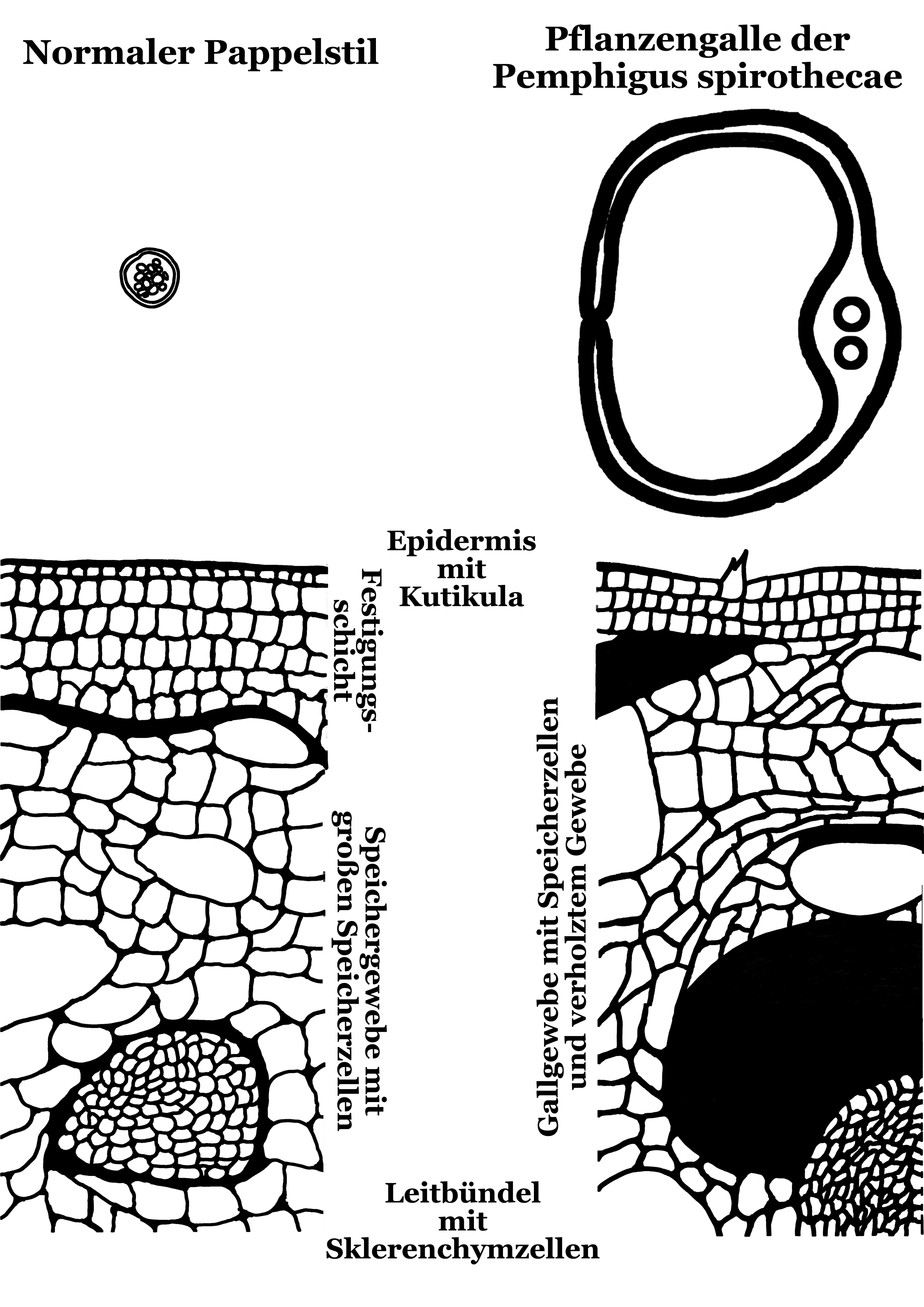
Vergleichender, idealisierter Querschnitt durch Sprossachse des Pappelblattstiels und einer Galle von Pemphigus spirothecae

Die Galle der Spiralgallenlaus weist in ihren Gewebeschichten keine Differenzierung nach dem Grundaufbau der Sprossachse eines jugendlichen Pappelblattes auf, weswegen das Gallgewebe den prosoplasmatischen Gallen zugeordnet wird.
Während sich die jugendliche Sprossachse eines Pappelblattes durch mehrere dicke Leitbündel in der Mitte auszeichnet, die von einem Speichergewebe mit großen Speicherzellen umschlossen werden und von einer fest abgetrennten Festigungsschicht mit Kutikula abgeschlossen werden, unterscheidet es sich deutlich im Vergleich zum Gewebe einer Pemphigus-spirothecae-Galle in einigen Punkten. Epidermis und Festigungsgewebe sind stärker ausgeprägt und erstrecken sich über mehrere Zellreihen. Das Festigungsgewebe kann in manchen Bereichen völlig fehlen. Den größten Anteil hat ein diffus gewachsenes Gewebe, das viel Stärke und Eiweiß aufweist.

### Wachstumsprozess
Ende April löst die Fundatrix am Blattstiel der Pappel den Wachstumsprozess mit Hilfe von Proteinen aus, die Cytokine genannt werden und beim Saugvorgang am Blattstiel in die Gewebeschichten des Stiels injiziert werden. Cytokine sind Glycoproteine, die das Wachstum und die Spezialisierung von Gewebezellen verändern, und von den meisten Gallerregern eingesetzt werden, um die Gallbildung einzuleiten und zu steuern.

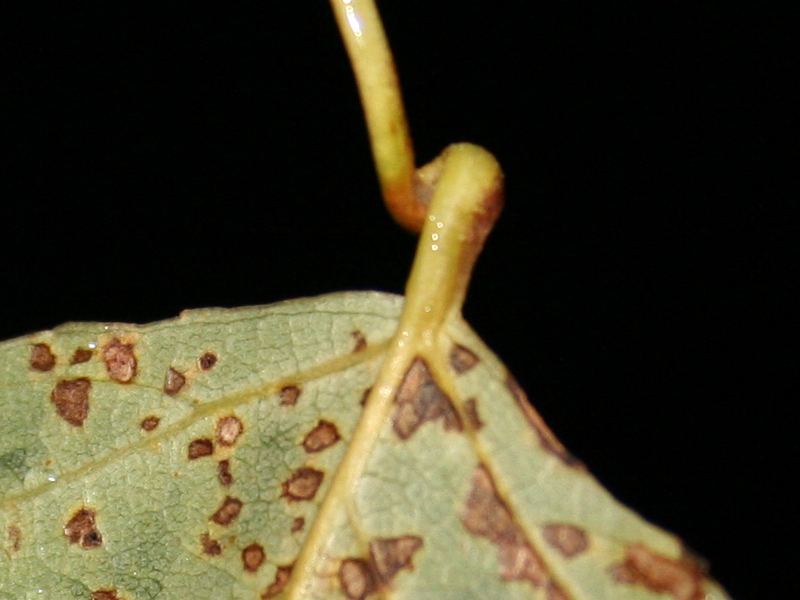
Abgebrochene Gallentwicklung

In diesem Fall sorgen die Cytokine dafür, dass der Stiel zuerst um 180 Grad über der Spiralgallenlaus abknickt und sich in einer zweieinhalb- bis dreifachen Spirale um sie herumdreht, bis sie von dem Stiel vollständig eingeschlossen ist. Die Drehung der Spirale kann in beide Richtungen erfolgen.
Nach weiteren 2–5 Tagen dreht sich der Stiel um weitere 180 Grad. Wird die Fundatrix in dieser Zeit entfernt oder verlässt den Platz von selbst, um die Gallbildung an einer für sie günstigeren Position des Stiels erneut zu beginnen, bleibt eine um 360 Grad gedrehte Spirale am Stiel zurück. Oftmals stechen die Fundatrices mehrere Stellen an, bevor sie an einem Ort bleiben. Übrig bleiben die charakteristischen Windungen an Blattstielen, die sich nicht zu Gallen aufspiralisiert haben.
Der Wachstumsprozess ist zwischen Mitte und Ende Mai abgeschlossen, also 6–8 Wochen nach dem Anstechen durch die Fundatrix. Zu diesem Zeitpunkt sind die Gallen grünlich gefärbt und haben einen Durchmesser von 2–4 cm. Mitte Juli sind die Fluglöcher schon stärker ausgeprägt. Manche Gallen zeigen eine leichte bis stärkere Rotfärbung auf der der Sonne zugewandten Seite, die sich im Verlauf des Sommers noch weiter verstärkt. Bis zum Herbst verfärben sich die Gallen zunehmend dunkler, ein Größenwachstum findet nicht mehr statt.

### Bildung der Fluglöcher

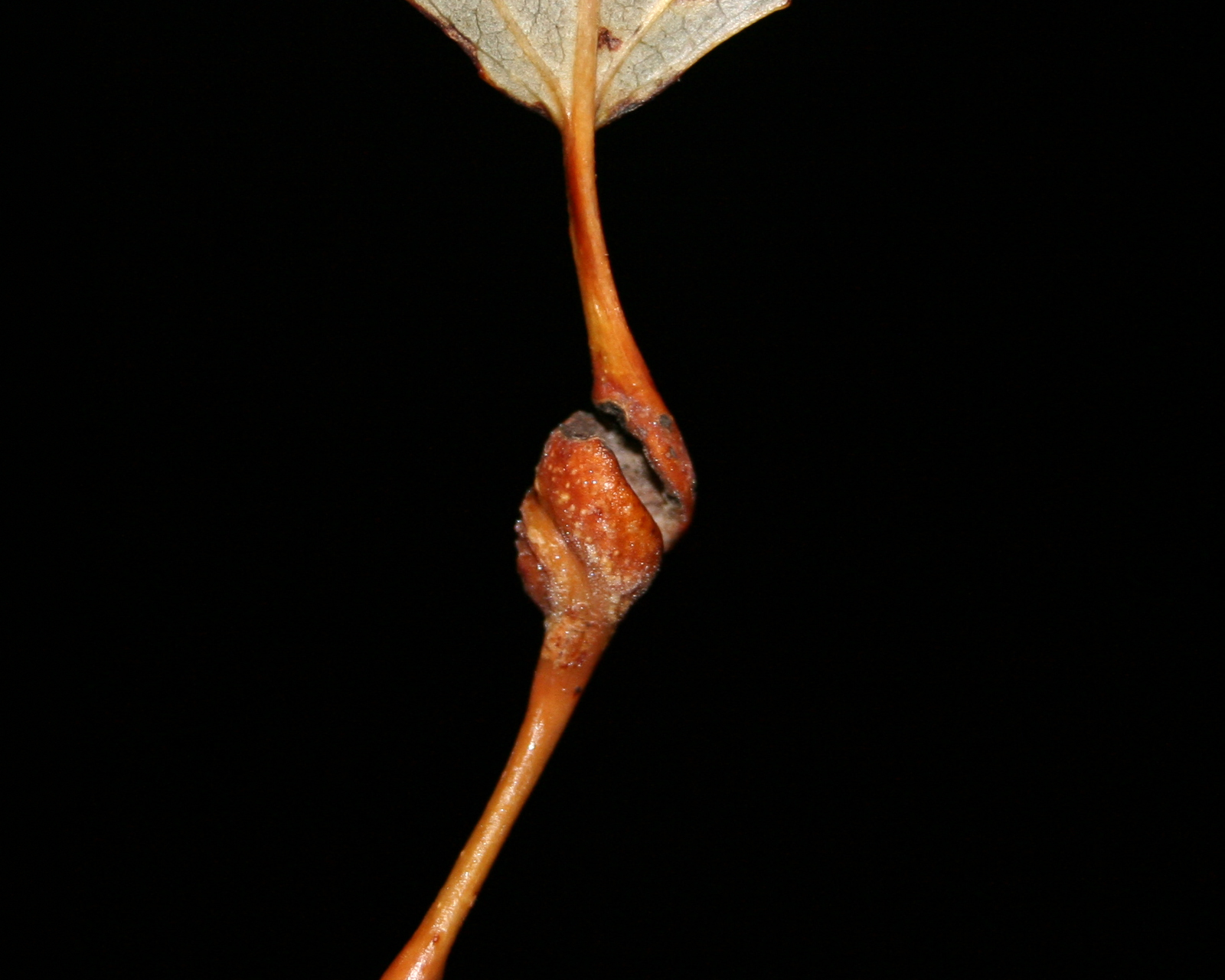
Flugloch

In der zweiten Hälfte des Monats August bilden sich an der Galle die sogenannten Fluglöcher, die es den geflügelten Sexuaparae ermöglichen, die Galle zu verlassen. Die Fluglöcher bilden entlang eines Schlitzes von zwei Abschnitten der aufspiralisierten Galle eine ovale Öffnung der Galle. Hervorgerufen werden sie dadurch, dass das Gewebe um das Flugloch herum von den Blattläusen im Inneren seltener angestochen wird.
Die Saugtätigkeit der Blattlauslarven führt durch die gleichzeitige Applikation von Cytokinen während des Vorgangs zu einem Wachstumsprozess im Gewebe, der der Regeneration und Vergrößerung des beschädigten Gewebes dient. Durch die fehlende Saugtätigkeit kann das Gewebe nicht mehr weiter wachsen und öffnet damit das Flugloch einen Spalt weit. Durch den entstandenen Spalt in der Galle können die geflügelten Sexuapara die Galle verlassen. Was genau die Larven davon abhält, im Bereich der Fluglöcher zu saugen, ist nicht bekannt.
Neben der Funktion der Schaffung eines Ausgangs für die Sexuaparae werden die Fluglöcher dafür genutzt, Ausscheidungen der Gallenpopulation aus der Galle herauszubefördern.

## Natürliche Feinde

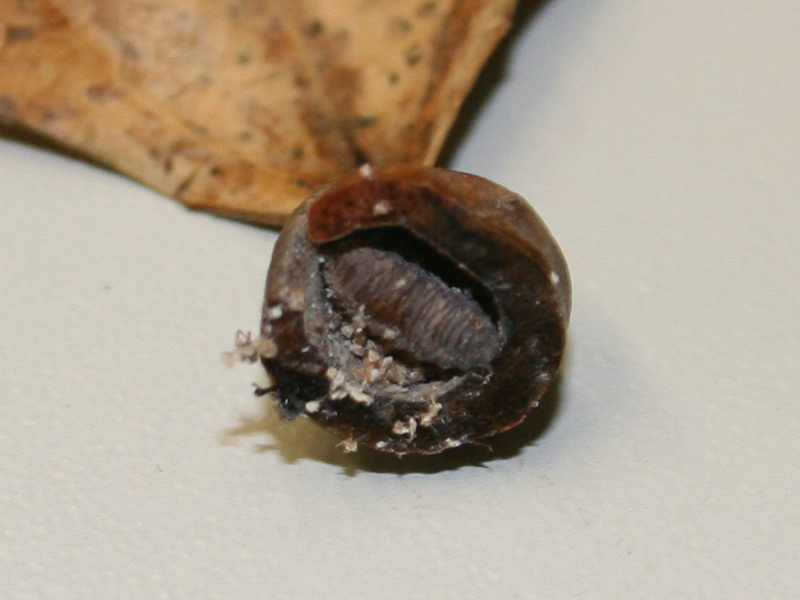
Eingedrungene Schwebfliegenlarve

Sobald sich die Fluglöcher der Galle öffnen, wird die Population der Spiralgallenlaus anfällig für Fressfeinde, die in die Galle eindringen und die Population stark dezimieren können.
Solche Feinde sind beispielsweise die im Herbst häufig in Gallen von Pemphigus spirothecae auffindbaren Schwebfliegenlarven der Art Heringia heringi. Weiterhin wird Pemphigus spirothecae auch durch Blumenwanzen wie Anthocoris minki bedroht. Diese Fressfeinde können einzelne Pemphigus-spirothecae-Populationen häufig stark dezimieren und manche Gallenpopulationen sogar vollständig auslöschen. Erleichtert wird dies durch den Umstand, dass es manche Gallen gibt, in denen keine Soldatenläuse vorkommen und die dadurch verhältnismäßig schutzlos gegen eindringende Feinde sind.
Neben diesen Feinden wird die Spiralgallenlaus durch das Auftreten von Pilzinfektionen, Bakterien und Viren gefährdet, die ebenfalls für ein Massensterben innerhalb der Gallen verantwortlich sein können. Diese Krankheiten können durch eine Verschmutzung der Galle durch Ausscheidungen der Bewohner mit bedingt werden und dazu führen, dass eine Pemphigus-spirothecae-Population abstirbt, noch bevor sich die Galle öffnet.

## Schadwirkung
Während die direkte Schadwirkung von Pemphigus spirothecae auf die Wirtspflanze gering ist, lässt sich beobachten, dass viele von Pemphigus spirothecae befallene Blätter bereits von den Bäumen abfallen, noch bevor die ersten Sexuaparae die Galle verlassen. Allgemein fallen befallene Blätter deutlich früher von den Bäumen ab als nicht befallene Blätter.
Die Größe von Blättern, deren Stiel befallen ist, ist durchschnittlich größer als die von unbefallenen Blättern. Zusätzlich ist die Länge des Blattstiels bei befallenen Blättern um etwa 1/4 verlängert und Blätter, deren Stiel befallen ist, verfärben sich im Durchschnitt zwei Wochen früher gelb und braun als nicht befallene Blätter.
Mit der Öffnung der Fluglöcher im August geht ein Absondern der Exkremente der Gallenpopulation einher, der sich in größeren Parkanlagen als Vorhandensein von Honigtau bemerkbar macht, der unter dem Baum gelegene Objekte verschmutzen kann.

### Deutschsprachig
- Rolf Beiderbeck, Ingo Koevoet: Pflanzengallen am Wegesrand. Entstehung und Bestimmung. Kosmos, 1979, ISBN 3-440-04751-2.
- Ernst Küster: Die Gallen der Pflanzen. Leipzig 1911.
- László Tóth: Über die Biologie der Blattlaus Pemphigus spirothecae Pass. Zeitschrift für angewandte Entomologie, 1939, Ausgabe Nr. 26, S. 297–311.
- Gerolf Lampel: Untersuchungen zur Morphenfolge von Pemphigus spirothecae PASS. 1860. Sonderdruck aus Bulletin der Naturforschenden Gesellschaft Freiburg, Band 58, Fasc. 1 (1968–1969).
- Erik Schwarzenbach: Die Bildung von Fluglöchern an Gallen von Pemphigus spirothecea Pass. Die Naturwissenschaften, 1962, Ausgabe 49/4, S. 91.

### Englischsprachig
- Paul C. D. Johnson, John A. Wihtifield, William A. Forster, William Amos: Clonal mixing in the soldier–producing aphid Pemphigus spyrothecae (Hemiptera: Aphididae). In: Molecular Ecology. 2002, Ausgabe Nr. 11, S. 1525–1531.
- Shigeyuki Aoki, Utako Ourosu: Soldiers of a European Gall Aphid, Pemphigus spirotecae (Homoptera: Aphidoidea): Why Do They Molt?. Journal of Ethology. 1986, Ausgabe Nr. 4, S. 97–104.
- Jabus G. Tyerman, Bernard D. Roitberg: Factors affecting soldier allocation on clonal aphids. A life–history model and test. In: Behavioral Ecology. 2004, Ausgabe Nr. 15, S. 94–101.